# Wienckeön

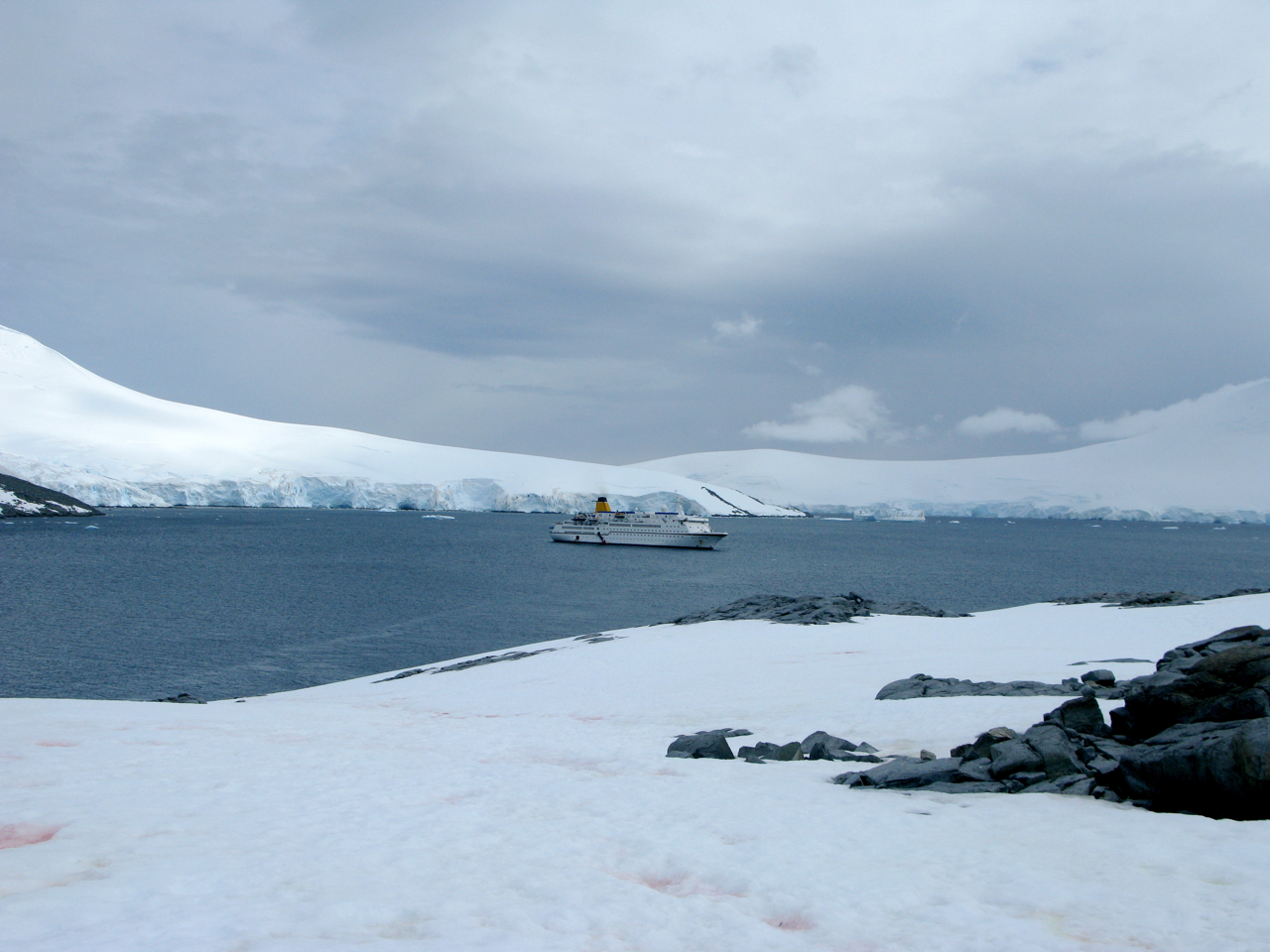
Turistfärja i Port Lockroy

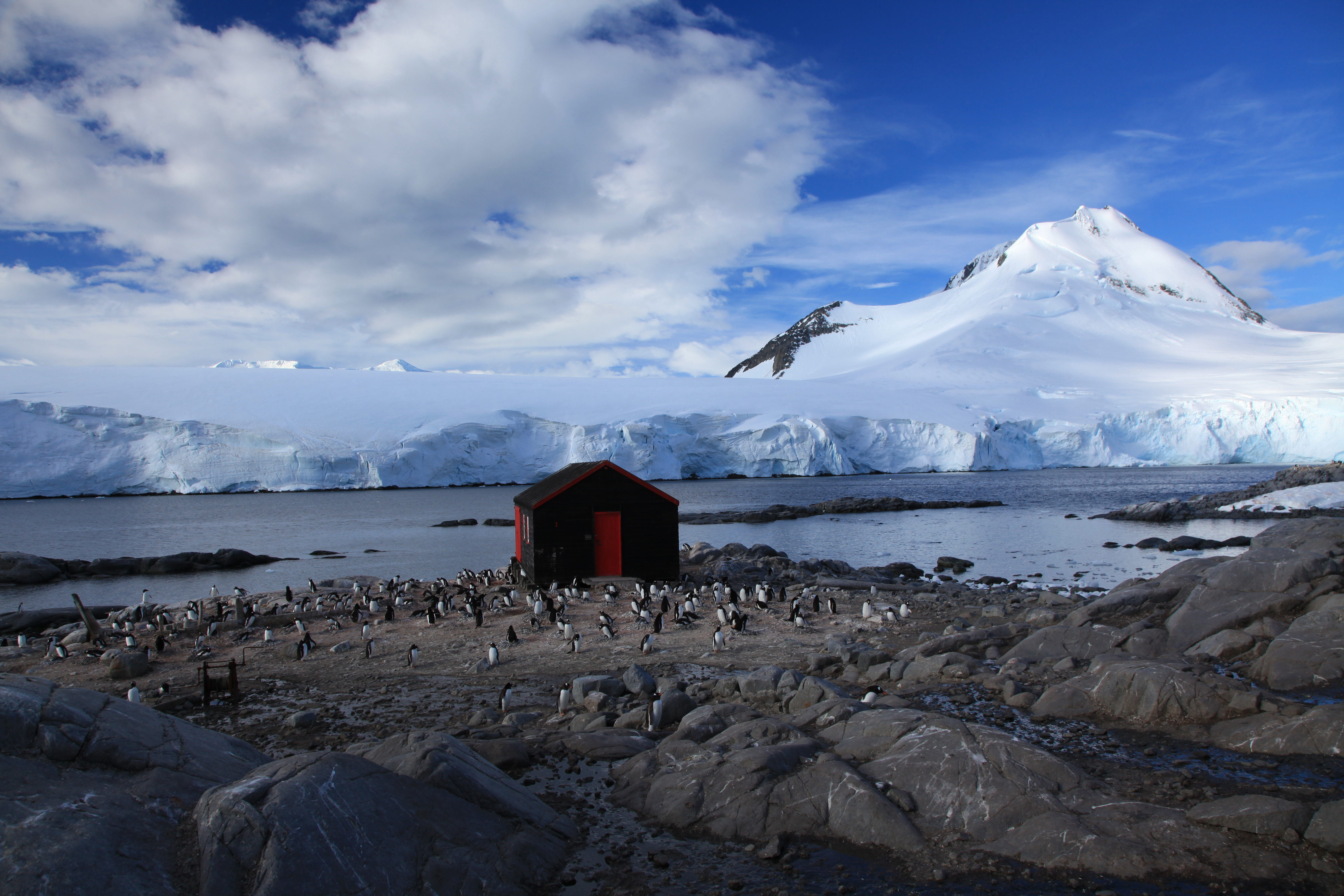
Port Lockroy

Wienckeön (även Wiencke Island) är en ö i Palmerarkipelagen i Antarktis. Den ligger mellan Anversön och Antarktishalvön, och är den sydligaste av de störa öarna i Palmerarkipelagen. Ön är cirka 25 kilometer lång och mellan två och åtta kilometer bred. Den domineras av branta fjäll, och är för det mesta täckt av glaciärer, snö och is. 
Argentina, Chile och Storbritannien gör anspråk på området.

## Geografi
Gerlachsundet i öster skiljer Wienckeön från Danco-kusten på Antarktishalvön, medan Neumayer Channel i nordväst skiljer ön från Palmerarkipelagens största ö, Anversön. Vid det norra inloppet till Peltier Channel, som skiljer ön från den mindre Doumerön (Doumer Island) i sydväst, ligger den naturliga hamnen Port Lockroy.

## Historia
Det var sannolikt Edward Bransfield som först upptäckte ön från briggen Williams i januari 1820. 1829 kunde Henry Foster slå fast att det handlar om en ö när han seglade runt den. Den tyske upptäckaren Eduard Dallmann blev 1873 den förste som gick iland på Wienckeön. Ön fick sitt namn av den Belgiska Antarktisexpeditionen 1897-1899 under ledning av Adrien de Gerlache, och uppkallades efter den norske sjömannen och expeditionsdeltagaren Carl August Wiencke som föll över bord och omkom. 
Under den brittiska Operation Tabarin 1944–45 etablerade Storbritannien baser i Port Lockroy, på Deceptionön och i Hope Bay för att förhindra fienden att etablera tillflyktsorter i området, samt för att senare kunna resa territoriella krav. 